# كأس الأمم الإفريقية 1988
كأس الأمم الإفريقية 1988 هي النسخة السادسة عشرة من كأس الأمم الإفريقية، التي تقام برعاية الاتحاد الإفريقي لكرة القدم. استضافها المغرب الذي حل محل المضيف الأصلي زامبيا. على غرار نسخة 1986، قسمت الفرق المشاركة الثمانية إلى مجموعتين تضم كل واحدة منهما أربعة فرق. أقيمت المباراة النهائية للبطولة في الدار البيضاء على ملعب محمد الخامس وفازت الكاميرون بلقبها الثاني بفوزها على نيجيريا في المبارة النهائية 1-0.
سجل في هذه البطولة أقل معدل أهداف لكل مباراة في بطولات كأس الأمم الإفريقية.

## اختيار المضيف
في البداية تم اختيار زامبيا لاستضافة كأس الأمم الإفريقية عام 1988. ومع ذلك في ديسمبر 1986 انسحبت زامبيا من دور المضيف بسبب الصعوبات المالية. تواصل الاتحاد الإفريقي لكرة القدم مع الجزائر لتولي مهام الاستضافة فوافقت على الطلب، ولكن في فبراير 1987 ألغى الاتحاد الإفريقي القرار بعد خلاف مع الجزائر الذي احتج على قرار الاتحاد الإفريقي لكرة القدم بإعادة مباراة الذهاب في تصفيات أولمبياد عموم إفريقيا 1978 [الإنجليزية] ضد تونس، في نهاية المطاف اختار الاتحاد الإفريقي لكرة القدم المغرب لاستضافة كأس الأمم الإفريقية 1988 بدلاً من الجزائر.

## الفرق المشاركة
- المغرب
- الجزائر
- ساحل العاج
- زائير

- الكاميرون
- مصر
- نيجيريا
- كينيا

## الأماكن
لعبت المسابقة في مكانين في الدار البيضاء والرباط.
| الدار البيضاء              | الدار البيضاء الرباطكأس الأمم الإفريقية 1988 (المغرب) | الرباط                               |
| المركب الرياضي محمد الخامس | الدار البيضاء الرباطكأس الأمم الإفريقية 1988 (المغرب) | المجمع الرياضي الأمير مولاي عبد الله |
| السعة: 80,000              | الدار البيضاء الرباطكأس الأمم الإفريقية 1988 (المغرب) | السعة: 52,000                        |
|                            | الدار البيضاء الرباطكأس الأمم الإفريقية 1988 (المغرب) |                                      |

## دور المجموعات

### المجموعة الأولى
| م | الفريق     | لعب | ف | ت | خ | أ.له | أ.ع | أ.ف | نقاط | التأهل                        |
| - | ---------- | --- | - | - | - | ---- | --- | --- | ---- | ----------------------------- |
| 1 | المغرب     | 3   | 1 | 2 | 0 | 2    | 1   | +1  | 4    | التقدم إلى مرحلة خروج المغلوب |
| 2 | الجزائر    | 3   | 1 | 1 | 1 | 2    | 2   | 0   | 3    | التقدم إلى مرحلة خروج المغلوب |
| 3 | ساحل العاج | 3   | 0 | 3 | 0 | 2    | 2   | 0   | 3    |                               |
| 4 | زائير      | 3   | 0 | 2 | 1 | 2    | 3   | −1  | 2    |                               |

| المغرب             | 1–1   | زائير              |
| ------------------ | ----- | ------------------ |
| عبد الكريم مري 43' | تقرير | فيتا لوتوناديا 88' |

| ساحل العاج          | 1–1   | الجزائر        |
| ------------------- | ----- | -------------- |
| عبد الله تراوري 48' | تقرير | لخضر بلومي 16' |

| ساحل العاج          | 1–1   | زائير             |
| ------------------- | ----- | ----------------- |
| عبد الله تراوري 74' | تقرير | أوجين كابونغو 37' |

| المغرب            | 1–0   | الجزائر |
| ----------------- | ----- | ------- |
| مصطفى الحداوي 52' | تقرير |         |

| الجزائر               | 1–0   | زائير |
| --------------------- | ----- | ----- |
| عبد القادر فرحاوي 36' | تقرير |       |

| المغرب | 0–0   | ساحل العاج |
| ------ | ----- | ---------- |
|        | تقرير |            |

ملحوظة: تأهلت الجزائر عن طريق القرعة.

### المجموعة الثانية
| م | الفريق    | لعب | ف | ت | خ | أ.له | أ.ع | أ.ف | نقاط | التأهل                        |
| - | --------- | --- | - | - | - | ---- | --- | --- | ---- | ----------------------------- |
| 1 | نيجيريا   | 3   | 1 | 2 | 0 | 4    | 1   | +3  | 4    | التقدم إلى مرحلة خروج المغلوب |
| 2 | الكاميرون | 3   | 1 | 2 | 0 | 2    | 1   | +1  | 4    | التقدم إلى مرحلة خروج المغلوب |
| 3 | مصر       | 3   | 1 | 1 | 1 | 3    | 1   | +2  | 3    |                               |
| 4 | كينيا     | 3   | 0 | 1 | 2 | 0    | 6   | −6  | 1    |                               |

| الكاميرون     | 1–0   | مصر |
| ------------- | ----- | --- |
| روجيه ميلا 5' | تقرير |     |

| نيجيريا                                                     | 3–0   | كينيا |
| ----------------------------------------------------------- | ----- | ----- |
| رشيدي ياكيني 6' · هامفري إدوبور 13' · ندوبويزي أكوسييمي 33' | تقرير |       |

| الكاميرون      | 1–1   | نيجيريا             |
| -------------- | ----- | ------------------- |
| روجيه ميلا 21' | تقرير | سأمويل أوكواراجي 2' |

| مصر                                                      | 3–0   | كينيا |
| -------------------------------------------------------- | ----- | ----- |
| جمال عبد الحميد 2' · أيمن يونس 58' · جمال عبد الحميد 65' | تقرير |       |

| الكاميرون | 0–0   | كينيا |
| --------- | ----- | ----- |
|           | تقرير |       |

| نيجيريا | 0–0   | مصر |
| ------- | ----- | --- |
|         | تقرير |     |

## مرحلة خروج المغلوب
|  | نصف النهائي             | نصف النهائي             |   |                         | النهائي                 | النهائي |  |
|  |                         |                         |   |                         |                         |         |  |
|  | 23 مارس – الرباط        |                         |   |                         |                         |         |  |
|  | نيجيريا                 | 1 (9)                   |   |                         |                         |         |  |
|  | الجزائر                 | 1 (8)                   |   |                         |                         |         |  |
|  |                         |                         |   |                         |                         |         |  |
|  |                         |                         |   |                         | 27 مارس – الدار البيضاء |         |  |
|  |                         |                         |   |                         | الكاميرون               | 1       |  |
|  |                         | نيجيريا                 | 0 |                         |                         |         |  |
|  |                         |                         |   |                         |                         |         |  |
|  |                         |                         |   |                         |                         |         |  |
|  |                         |                         |   |                         | المركز الثالث           |         |  |
|  | 23 مارس – الدار البيضاء | 23 مارس – الدار البيضاء |   | 26 مارس – الدار البيضاء | 26 مارس – الدار البيضاء |         |  |
|  | المغرب                  | 0                       |   | الجزائر                 | 1 (4)                   |         |  |
|  | الكاميرون               | 1                       |   |                         | المغرب                  | 1 (3)   |  |

### الدور نصف النهائي
| نيجيريا                                                                                            | 1–1   | الجزائر                                                                             |
| -------------------------------------------------------------------------------------------------- | ----- | ----------------------------------------------------------------------------------- |
| بلغربي 36' (ه.ذ.)                                                                                  | تقرير | معطر 86'                                                                            |
| ركلات الترجيح                                                                                      |       |                                                                                     |
| إيغوافون · أودو · أوي · سوفولو · يقيني · أوكواراجي · نووسو · أوموكارو · أوكافور · روفاي · إيغوافون | 9–8   | بلومي · بلغربي · معطر · ياحي · مناد · بوعافية · مدان · شعيب · مغارية · دريد · بلومي |

| الكاميرون    | 1–0   | المغرب |
| ------------ | ----- | ------ |
| ماكاناكي 78' | تقرير |        |

### مباراة تحديد المركزين الثالث والرابع
| المغرب                                                | 1–1 (ب.و.إ.) | الجزائر                                        |
| ----------------------------------------------------- | ------------ | ---------------------------------------------- |
| بلومي 87'                                             | تقرير        | ناظر 67'                                       |
| ركلات الترجيح                                         |              |                                                |
| الغريف · بنعبيشة · وداني · المعطاوي · التيمومي · ناظر | 3–4          | ياحي · جحمون · مرزقان · شعيب · مغارية · بلغربي |

### النهائي
| الكاميرون         | 1–0 | نيجيريا |
| ----------------- | --- | ------- |
| كوندي 55' (ركلة.) |     |         |

| بطل كأس أمم إفريقيا 1988    |
| --------------------------- |
| · الكاميرون · للمرة الثانية |

| المركز الثاني | المركز الثالث |
| ------------- | ------------- |
| نيجيريا       | الجزائر       |

## ترتيب الهدافين
هدفين
- لخضر بلومي
- روجيه ميلا
- عبد الله تراوريه
- جمال عبد الحميد

هدف
- عبد القادر فرحاوي
- رشيد معطر
- إيمانويل كوندي
- سريل ماكاناكي
- أيمن يونس
- مصطفى الحداوي
- عبد الكريم ميري كريمو
- حسن ناظر
- همفري إدوبور
- ندوبويسي أوكوسيمي
- صموئيل أوكواراجي
- رشيدي يقيني
- إيوجين كابونغو
- مورسو لوتوناديو دي فيتا

هدف ذاتي
- عبد الرزاق بلغربي (ضد نيجيريا)

## تشكيلة الكاف للبطولة
حارس المرمى
- جوزيف أنطوان بيل

المدافعون
- تيجاني المعطاوي
- إيمانويل كوندي
- جون بوانا  [لغات أخرى]‏
- ستيفن تاتاو

لاعبو الوسط
- جاك كينكومبا كينغامبو
- إميل مبوه
- هنري نووسو
- لويس بول مفيديه

المهاجمون
- روجيه ميلا
- عزيز بودربالة

## روابط خارجية
- Details at RSSSF